# Final de la Primera B 2015 (Colombia)
La final de la Categoría Primera B 2015 es una serie de partidos de fútbol que se jugaron los días 6 de diciembre y 12 de diciembre de 2015 para definir al campeón de la temporada en la Primera B, segunda división del fútbol profesional en Colombia.
La disputaron los ganadores de los cuadrangulares semifinales del Grupo A y el Grupo B: Atlético Bucaramanga] y Fortaleza respectivamente. 
Los equipos clasificados obtuvieron el ascenso directo a la máxima categoría del fútbol colombiano para la temporada 2016. El vencedor de esta serie se posesionó como el ganador del Torneo en 2015.

## Llave
| Bandera de Santander (Colombia) | vs. |             |
| ------------------------------- | --- | ----------- |
| Atlético Bucaramanga 2 0 2      | vs. | Fortaleza 0 |

## Estadios
| Bogotá                         | Bucaramanga           |
| ------------------------------ | --------------------- |
| Estadio Metropolitano de Techo | Estadio Alfonso López |
| Aforo: 9.000                   | Aforo: 28.000         |

## Partido de ida
| 6 de diciembre de 2015, 15:00 Win Sports | Fortaleza | 0:2 (0:0) | Atlético Bucaramanga | Estadio Metropolitano de Techo, Bogotá |                              |
|                                          |           |           | Cataño 56' 59'       | Árbitro(s): Leonard Mosquera           | Árbitro(s): Leonard Mosquera |

## Partido de vuelta
| 12 de diciembre de 2015, 19:30 Win Sports | Atlético Bucaramanga | 0:0 | Fortaleza | Estadio Alfonso López, Bucaramanga |  |
|                                           |                      |     |           | Árbitro(s): Jorge Guzmán           |  |

| Colombia                                    |
| Campeón Atlético Bucaramanga Segundo título |